# شاهد اللوح الحجري المزخرف

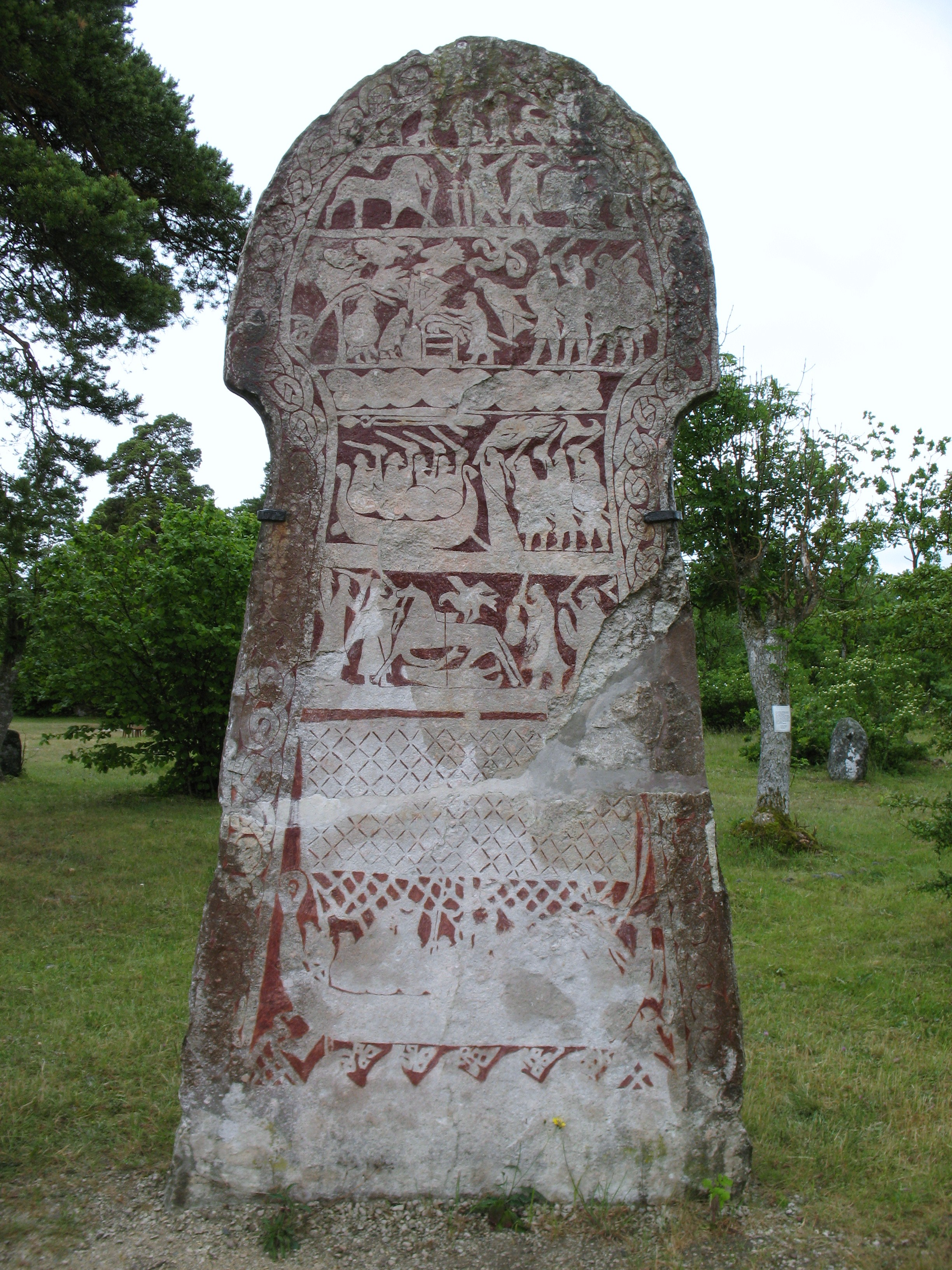
شاهد اللوح المزخرف "ستورا هامرز."

يكون هذا النوع من الشواهد حجرًا مزخرفًا من الحجر الجيري غالبًا، تم نصبه في العصر الألماني الحديدي أو عصر الفايكنج بإسكندنافيا خاصة وبأعداد كبيرة في جزيرة غوتلند. الآن تعرف الإنسان على أكثر من أربعمائة شاهد لوحي مزخرف.